# Kefersteinia pellita
Kefersteinia pellita là một loài thực vật có hoa trong họ Lan. Loài này được Rchb.f. ex Dodson & D.E.Benn. mô tả khoa học đầu tiên năm 1989.